# Орден Священної Триноги
Орден Священного Триноги (寶鼎勳章), також відомий як Орден Дорогоцінної Триноги або Пао Цін — військова нагорода Республіки Китай. Він був створений 15 травня 1929 року Чан Кайші за значний внесок у національну безпеку. Орден має поділ на дев'ять ступенів. Центральним малюнком знака ордена є зображення триноги в оточенні золотих променів. Символізм цього полягає в тому, що як тринога вважається національним надбанням, так і одержувач ордена.

## Оцінки
Орден ділиться на дев'ять ступенів, вони такі:
| Ступінь | Ім'я                    | Оцінка                           | Стрічка |
| ------- | ----------------------- | -------------------------------- | ------- |
| 1-й     | Орден Священної Триноги | зі спеціальним великим оточенням |         |
| 2-й     | Орден Священної Триноги | з великим оточенням              |         |
| 3-й     | Орден Священної Триноги | з червоним великим оточенням     |         |
| 4-й     | Орден Священної Триноги | зі спеціальною краваткою         |         |
| 5-й     | Орден Священної Триноги | з краваткою                      |         |
| 6-й     | Орден Священної Триноги | зі спеціальною розеткою          |         |
| 7-й     | Орден Священної Триноги | з розеткою                       |         |
| 8-й     | Орден Священної Триноги | зі спеціальною стрічкою          |         |
| 9-й     | Орден Священної Триноги | зі стрічкою                      |         |

## Відомі лицарі
- Чан Кайші
- Гао Чжихан
- Чарльз Гріффін
- Вільям Ферроу
- Брюс Голловей
- Хуан Вей
- Ернест Кінг
- Томас Кінкейд
- Александр фон Фалькенгаузен (Спеціальний Великий кордон, 28 листопада 1958 року)
- Дуглас Макартур
- Томас Мурер
- Нг Ят Чун
- Честер Німіц
- Джордж Г. Олмстед
- Альфред М. Прайд[6]
- Цю Цінцюань
- Бхім Шамшер Джанг Бахадур Рана
- Падма Шамшер Джанг Бахадур Рана
- Бертрам Дж. Роджерс
- Александер Вандегріфт
- Гойт Сенфорд Ванденберг
- Янь Сішань
- Чжан Лінгфу
- Хенг Сьє